# Ryan Sypek
Ryan Sypek est un acteur américain né le 6 août 1982 à Boston (Massachusetts). 

## Biographie
Diplômé du lycée Wayland (Massachusetts) en 2000, il a eu le Bachelor of Fine Arts à l'université de Boston. Durant son passage à l'université, Ryan a joué dans de nombreuses pièces de théâtre.
Il devient ensuite acteur. Son rôle de Ken Walter Davis Junior dans la série Wildfire est son premier grand rôle. Il avait tout d'abord auditionné pour le rôle de Matt Ritter, mais a finalement été retenu pour celui de Junior.

## Filmographie
- 2005-2008 : Wildfire : Junior Davis
- 2008 : Blonde et dangereuse : Sergent Mill Evans
- 2008 : Greek : Ryan Prince
- 2009 : How I Met Your Mother : PJ
- 2009 : The Last Harbor : Matt Sharpe
- 2010 : L'Ange des neiges (Christmas Cupid) (TV) : Jason
- 2010 : Squatters : Robert
- 2011 : Happy Endings : Todd
- 2011 : The Nine Lives of Chloe King : Jesse
- 2014 : La Cerise sur le gâteau de mariage (The Michaels) (TV) : Rick Wychowski